# Taiheki

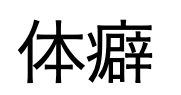
Ideograma de taiheki

Taiheki (体癖 、 た い へ き) es una categorización de la tendencia corporal de los individuos en relación con su sensibilidad, temperamento, movimiento y personalidad. Significa "hábito" (heki) del cuerpo (tai). Existen muchos fenómenos biológicos que se producen en los seres humanos; pero el mismo fenómeno es distinto en cada individuo.
Es un condicionamiento temperamental y hereditario; una combinación específica, personal  e irrepetible. El concepto lo estableció Haruchika Noguchi (野口晴哉), que fue el fundador del seitai (整体) en Japón. Noguchi dijo que la tendencia en la sensibilidad del ser humano puede diferenciarse en cinco categorías, cada una de las cuales se divide en dos tipos: uno activo (+) y el otro pasivo (–). Además, añadía dos tipos especiales en función de una gran hipersensibilidad o hiposensibilidad. De esta manera, definió en total 12 tipos de taiheki.
Entre ellos, los taihekis más (+) tienen una tendencia a liberar energía comprimida de forma activa, mientras que los menos (–) son pasivos y requieren la atención de los demás para liberar la energía comprimida. Los 12 tipos serían como los colores puros, que en la naturaleza aparecen mezclados. En general, suele predominar la combinación de dos tipos en cada persona.

## Otros referentes
El concepto de taiheki es de algún modo similar a la tipología establecida por Ernst Kretschmer, el Enneagrama de Personalidad y los Cuatro Temperamentos. Sin embargo, el Taiheki no sólo es aplicable a los aspectos psicológicos como sería una tendencia emocional o conductual, sino también tiene en cuenta las características físicas que incluyen la forma de cara, del cuerpo, el equilibrio del peso y las tendencias que se observan en el movimiento. Según Noguchi, todos estos aspectos están estrechamente relacionados con el estado de las cinco vértebras lumbares En japonés, tai (体?)  significa "cuerpo", mientras que heki (癖?)  representa "hábito" o "tendencia". Noguchi estableció el concepto de taiheki a lo largo de la década de 1940 a partir de su actividad como terapeuta y maestro de seitai. (??)

## La báscula seitai
Una escala de peso modificada llamada Tairyo Haibun Kei (体量配分計?)  (cálculo de la distribución de masa de cuerpo) se utiliza para estudiar el taiheki. Hay dos básculas, o plataformas para las pesadas, una para cada pie (para cada lado del cuerpo, izquierda y derecho), cada una dividida en tres partes: delante-derecha (base del dedo gordo), delante-izquierdo y detrás (zona del talón). En total, diferencia seis datos de peso. Cuando se modifica la postura –por ejemplo, inclinarse hacia delante–, se modifica la distribución de los pesos. Según Noguchi, cada taiheki tiene una tendencia distinta de distribución del peso en cada postura. Por eso se puede presuponer un taiheki basándose en la recogida de datos de las pesadas. 
El taiheki puede estudirse a partir de una observación cuidadosa de la constitución física de un individuo, de las características posturales, las kinéticas, por las tendencias psicológicas o por las sensibilidades.    
El Seitai de Noguchi proporciona los ejercicios diseñados específicamente para cada taiheki, para ajustar determinados desequilibrios cuando existe tensión parcial excesiva. Por lo general, el Taiheki no cambia radicalmente en el adulto.  
Noguchi tenía un taiheki donde destacaba la tendencia de cerrar (tipo 9), con torcer; su mujer, Akiko, era más de tendencia vertical, más del taiheki de tipo 1.

## Taiheki: 12 tipos
| Categoría                  | Activo             | Pasivo               | Vértebra lumbar | Sensible a        | Órgano, sensibilidad |
| -------------------------- | ------------------ | -------------------- | --------------- | ----------------- | -------------------- |
| Arriba-Bajo \|상하형       | tipo 1 (1種?)      | tipo 2 (2種?)        | L1              | Honor-Vergüenza   | Cerebro              |
| Izquierda-Derecha \|좌우형 | tipo 3 (3種?)      | tipo 4 (4種?)        | L2              | Gustar-Aversión   | Aparato digestivo    |
| Delante-Última \|전후형    | tipo 5 (5種?)      | tipo 6 (6種?)        | L5              | Méritos-Deméritos | Sistema respiratorio |
| Rotatorio \|捻れ型         | tipus 7 (7種?)     | tipus 8 (8種?)       | L3              | Ganar-Perder      | Aparato urinario     |
| Cerrar-Abrir \|개폐형      | tipus 9 (閉型9種?) | tipus 10 (開型10種?) | L4              | Amor-Odio         | Aparato reproductor  |
|                            | tipus 11 (11種?)   |                      |                 | Hipersensitividad |                      |
|                            |                    | tipus 12 (12種?)     |                 | Hiposensitividad  |                      |

## Tipo de taiheki
Los tipos de taiheki del 1 al 10 están estrechamente relacionados con las características cinemáticas de una de las vértebras lumbares. Los tipos 11 y 12 son algo especiales y se caracterizan por una agudeza (hipersensibilidad) u opacidad general (hiposensibilidad) de la sensibilidad.
Según Katsumi Mamine, Noguchi ordenó los grupos numéricamente –lateral (III y IV), frontal (V y VI) y rotatoria (VII y VIII)–, siguiendo el proceso del llamado horno vital: aportar y repartir leña (lateral); quemar la leña con la ayuda del oxígeno (frontal); expulsar los residuos de la combustión (rotatoria) : 72 .
- Taiheki 1, 3, 5, 7, 9 y 11 son los tipos que pueden proactivamente dispersar la energía sobrante. [4]
- Taiheki pares (2, 4, 6, 8, 10, y 12) tienen dificultad en dispersar la energía excedente, son más susceptibles a su entorno y desean la atención de los demás cuando les falta energía. [4]

### Arriba-abajo (I-II)
En el movimiento de las personas que tienen ese taiheki la vértebra lumbar L1 es importante.. Cuando se mantienen de pie y se inclinan hacia delante, a menudo ponen su peso en la parte delantera de los pies. Son delgados y esbeltos, con un cuello largo y firme, hombros estrechos y con poco tono muscular en las extremidades.  Cuando tienen una postura en la que se pliegan ligeramente hacia delante, a menudo inclinan el cuello hacia adelante Tienen una columna vertebral recta. Suelen llevar ropa sencilla y conservadora. Son realistas e interesantes en sus conversaciones. Necesitan dormir mucho y a menudo sueñan. Son muy sensibles a la falta de sueño y se preocupan mucho por ese motivo. Puesto que persisten en realizar un buen razonamiento, en la verdad y en las reglas, no pueden actuar sin tener unas razones suficientemente consistentes
Tienden a realizar una visión global del mundo como si tuvieran una visión desde gran altura y tienen una alta capacidad metacognitiva.   Así, Noguchi dijo de las personas con la categoría arriba-bajo que son las menos salvajes. Noguchi explicaba que las personas de ese taiheki vivía en un mundo imaginario con una visión general del mundo natural. 

### Izquierda-Derecha (III-IV)
En el movimiento de las personas que tienen ese taiheki la vértebra lumbar L2 es importante.  La acción de buscar alimentos se realiza por lo general con el movimiento lateral (izquierda-derecha). Así como la capacidad de compartir y convivir en un mismo sitio. Mediante la percepción de ambos lados del cuerpo, los individuos de un grupo se comunican y sienten acompañados. Biológicamente su sentido es el gusto y acción propia del sistema asimilador y circulatorio. Espontáneamente realizan una actividad mediadora y animadora. Psíquicamente son individuos emocionales y activan especialmente la región media del cerebro.  : 59–60 

### Delante-Detrás (V-VI)
En el movimiento de las personas que tienen ese taiheki la vértebra lumbar L5 es importante.  Para llegar cuanto antes a un objetivo, siempre se corre hacia delante. Al adelantar los hombros, la cabeza-cara acaba situándose en el sitio más adelantado. Biológicamente se relaciona con la eficaz combustión de sistema motor y del sistema respiratorio. Los individuos con este taiheki son psíquicamente pragmáticos.  : 58–59 

### Rotatorio (VII-VIII)
En el movimiento de las personas que tienen ese taiheki la vértebra lumbar L3 es importante.  Biológicamente se relaciona con la regulación de las presiones muy propia del sistema eliminatorio. Los individuos marcan el territorio, como hacen los perros con la orina, y lo vigilan y revisan; ésta es una característica propia de los individuos con taiheki rotatorio. Se activan para luchar y atacar y, para ello, ponen la fuerza en las patas traseras y en la torsión de la cintura. Psíquicamente son competitivos.  : 60–61 

### Cerrar-Abrir (IX-X)
En el movimiento de las personas que poseen este taiheki la vértebra lumbar L4 es importante.  Biológicamente se relaciona con la actividad reproductora y cohesiva del cuerpo, con el sistema reproductor, que es también regenerador celular y conjuntivo. Psíquicamente son afectivos.  : 61–62 

## Osei y osei de taiheki
El concepto de taiheki desarrollado por Noguchi se basa en la observación de una "cierta definición congénita y hereditaria, que se transmite de padres a hijos y de abuelos a nietos, y hace que, en la naturaleza de cada ser humano, predominen una o varias de las cinco oseis + y -". Lo expuso en dos de sus libros que tenían por título: Shigueki han-osei wa go hoko ni ugoku ("La facultad de responder a los estímulos para conseguir el equilibrio) y Heiko yokyu no ni hoko ("El deseo se realiza moviéndose en 5 direcciones y con 2 polaridades"). La palabra "ose" : 98  sei  facultad o calidad).
Katsumi Mamine, alumno directo de Noguchi, no sólo promovió la traducción de la obra de Noguchi al castellano, expuesta básicamente en japonés, sino que durante 40 años estudió el vínculo entre el contenido del seitai y los conocimientos de la ciencia occidental, estudios que desarrolló en varios libros. En relación al taiheki, centró la atención más en el concepto de osei: Siempre consideré muy significativos estos nuevos conceptos nuevos, los estudié y finalmente los simplificé con el término osei: las 5 osei (en japonés no hay plural) o reactividades más (+) y menos (-). No se ha profundizado en estos conceptos tan innovadores y después de la muerte de Noguchi en 1976, prácticamente no se han utilizado y casi se han caído en el olvido ya que sólo se siguió utilizando el único concepto de taiheki. Y por eso diferencia el concepto "osei" del de osei de taiheki. Todo este conocimiento representa el núcleo de la cultura seitai:  : 98–99 
La necesidad de que cada persona conozca su propia naturaleza en todos los sentidos de la vida, la salud y la convivencia.